# My Best Friend Is a Vampire
My Best Friend Is a Vampire es una película estadounidense de 1987 dirigida por Jimmy Huston y protagonizada por Robert Sean Leonard. Mezcla la comedia y el terror y trata los temas de los prejuicios, la identidad personal, la identidad de género y la adolescencia.
Fue rodada en Houston, Texas, y Los Ángeles, California.

## Argumento
Jeremy Capello (Robert Sean Leonard) es un estudiante estadounidense cuya única preocupación es conseguir novia. A pesar de haber llamado la atención de la bella jefa de animadoras Candy (LeeAnne Locken), él se siente atraído por una compañera más peculiar, Darla Blake (Cheryl Pollak).
Recientemente, Jeremy ha estado teniendo algunas pesadillas extrañas acerca de una extraña mujer tratando de seducirlo, y más tarde se encuentra con la mujer, llamada Nora (Cecilia Peck), quien le invita a su mansión esa noche. Aunque la cita comienza bien, acaba mal: en primer lugar que la mujer le muerde en el cuello, y luego dos desconocidos armados irrumpen en la casa, obligando a Jeremy a huir por su vida.
A la mañana siguiente, Jeremy se ve pálido y no se siente bien, y lee en el periódico que la casa de Nora ha sufrido un incendio provocado. Además, tras darse cuenta durante de que un hombre extraño le vigila durante todo el día, este aparece en su habitación esa noche, presentándose como Modoc (Rene Auberjonois) e informándole que ha sido convertido en vampiro. Jeremy, al principio escéptico, se convence al percatarse de que no se refleja en los espejos y sufre una súbita aversión al ajo, un aumento de la sensibilidad a la luz solar y el deseo de beber sangre.
Ahora debe adaptarse a su nuevo estilo de vida mientras por fin comienza una relación con Darla. Para complicar las cosas, los dos hombres que habían irrumpido en la casa de Nora son en realidad cazadores de vampiros: el celoso profesor Leopold McCarthy (David Warner) y su inepto ayudante Grimstyke (Paul Willson), los cuales, víctimas de una confusión, creen que el amigo de Jeremy, Ralph (Evan Mirand), es el vampiro.

## Reparto
| Actor               | Personaje                 | Notas                             |
| ------------------- | ------------------------- | --------------------------------- |
| Robert Sean Leonard | Jeremy Capello            |                                   |
| LeeAnne Locken      | Candy Andrews             | Acreditado como Lee Anne Locken   |
| Cheryl Pollak       | Darla Blake               |                                   |
| Cecilia Peck        | Nora                      |                                   |
| Fannie Flagg        | Sra. Capello              |                                   |
| Kenneth Kimmins     | Sr. Capello               |                                   |
| Evan Mirand         | Ralph                     |                                   |
| Michelle La Vigne   | Flo                       |                                   |
| Harvey Christiansen | George                    |                                   |
| David Warner        | Profesor Leopold McCarthy |                                   |
| Paul Willson        | Grimsdyke                 |                                   |
| René Auberjonois    | Modoc                     |                                   |
| Erica Zeitlin       | Gloria                    |                                   |
| Gary Chason         | Drivers Ed Instructor     |                                   |
| Kathy Bates         | Helen Blake               | Acreditada como Kathy D. Bates    |
| John Chappell       | Buddy Blake               |                                   |
| Jill Bianchini      | Mesera                    |                                   |
| J.P. Conroy         | Carnicero                 |                                   |
| Amelia Kinkade      | Brunette in Punk Bar      | Acreditada como Mimi Kincaide     |
| E. Linda Moore      | Muchacha en bar           | Acreditada como Linda Moore       |
| Marianne Simpson    | Rubia en bar punk         |                                   |
| Staness Caroll      | Pelirroja en bar punk     |                                   |
| Ronnie Rondell Jr.  | Bravucón                  | Acreditado como Ronald P. Rondell |
| Chris Wycliff       | Oficial de policía #1     |                                   |
| Coy Sevier          | Oficial de policía #2     |                                   |